# Lac aux Sauterelles
Lac aux Sauterelles är en sjö i Kanada.   Den ligger i regionen Côte-Nord och provinsen Québec, i den östra delen av landet, 1 100 km nordost om huvudstaden Ottawa. Lac aux Sauterelles ligger 548 meter över havet. Arean är 13,2 kvadratkilometer. Den sträcker sig 11,2 kilometer i nord-sydlig riktning, och 7,8 kilometer i öst-västlig riktning.
Trakten runt Lac aux Sauterelles är nära nog obefolkad, med mindre än två invånare per kvadratkilometer.